# Guy Smit
Guy Smit (Doetinchem, 19 januari 1996) is een Nederlands voetballer die als doelman speelt.

## Carrière
Guy Smit speelde in de jeugd van DZC '68 en Vitesse. In het seizoen 2015/16 was hij reservekeeper bij N.E.C., waarna hij na een proefperiode bij Brighton & Hove Albion FC in augustus 2016 transfervrij bij FC Eindhoven aansloot. Hij was tweede keeper in het seizoen 2016/17, zijn tweede jaar miste hij volledig door een dubbele beenbreuk die hij opliep in een oefenduel tegen Willem II in de voorbereiding van het seizoen. In het seizoen 2018/19 was hij derde keeper, maar door blessures van Ruud Swinkels en Menno Bergsen debuteerde hij op 12 april 2019 in de met 2-1 verloren thuiswedstrijd tegen Roda JC Kerkrade. In het seizoen 2019/20 zat hij zonder club en trainde hij bij De Graafschap. In juni 2020 verbond hij zich aan het IJslandse Leiknir Reykjavík. Met zijn club werd hij eind 2020 tweede in de 1. deild karla en promoveerde naar de Úrvalsdeild. Daar handhaafde de club zich met een achtste plaats. In oktober 2021 ondertekende Smit een tweejarig contract bij Valur Reykjavík dat inging per het seizoen 2022. In het seizoen 2023 speelde Smit op huurbasis voor ÍBV. In 2024 komt hij uit voor KR.

### Statistieken
| Seizoen                      | Club              | Land           | Competitie     | Competitie | Competitie | Beker | Beker | Totaal | Totaal |
| Seizoen                      | Club              | Land           | Competitie     | Wed.       | Dlp.       | Wed.  | Dlp.  | Wed.   | Dlp.   |
| ---------------------------- | ----------------- | -------------- | -------------- | ---------- | ---------- | ----- | ----- | ------ | ------ |
| 2015/16                      | N.E.C.            | Nederland      | Eredivisie     | 0          | 0          | 0     | 0     | 0      | 0      |
| 2016/17                      | FC Eindhoven      | Nederland      | Eerste divisie | 0          | 0          | 0     | 0     | 0      | 0      |
| 2017/18                      | FC Eindhoven      | Nederland      | Eerste divisie | 0          | 0          | 0     | 0     | 0      | 0      |
| 2018/19                      | FC Eindhoven      | Nederland      | Eerste divisie | 3          | 0          | 0     | 0     | 3      | 0      |
| 2020                         | Leiknir Reykjavík | IJsland        | 1. deild karla | 19         | 0          | 0     | 0     | 19     | 0      |
| 2021                         | Leiknir Reykjavík | IJsland        | Úrvalsdeild    | 22         | 0          | 1     | 0     | 23     | 0      |
| Carrièretotaal               | Carrièretotaal    | Carrièretotaal | Carrièretotaal | 44         | 0          | 1     | 0     | 45     | 0      |
| Bijgewerkt op 4 oktober 2021 |                   |                |                |            |            |       |       |        |        |